# Matriz de Hessenberg
En álgebra lineal, una matriz de Hessenberg es una matriz "casi" triangular. Para ser más exactos, una matriz superior de Hessenberg tiene todos ceros por debajo de la primera subdiagonal, y una matriz inferior de Hessenberg  tiene todos ceros por encima de la primera superdiagonal.
Por ejemplo:
{\displaystyle {\begin{bmatrix}1&4&2&3\\3&4&1&7\\0&2&3&4\\0&0&1&3\\\end{bmatrix}}}
es una matriz de Hessenberg superior
{\displaystyle {\begin{bmatrix}1&2&0&0\\5&2&3&0\\3&4&3&7\\5&6&1&1\\\end{bmatrix}}}
es una matriz de Hessenberg inferior.

## Programación Numérica
Muchos algoritmos de álgebra lineal requieren significativamente menos esfuerzo computacional cuando son aplicados a matrices triangulares.

## Propiedades
El producto de una matriz de Hessenberg con una matriz triangular es otra matriz de Hessenberg. Más preciso, si A es una matriz superior de Hessenberg y T es una matriz triangular superior, entonces AT y TA son matrices superiores de Hessenberg.